# Fluid Shifts
Fluid Shifts est une expérience réalisée à bord de la Station spatiale internationale dont l'objectif est d'étudier la redistribution en micropesanteur des grands volumes de fluide dans l'organisme, avant, pendant et après de longs séjours dans l'espace, et particulièrement aux effets provoqués sur la pression crânienne et sur la structure oculaire.